# Humerana miopus
Humerana miopus es una especie de anfibio anuro de la familia Ranidae.

## Distribución geográfica
Esta especie es endémica de la península Malaya. Se encuentra:
- en el sur de Tailandia;
- en la península de Malasia.[3]

## Descripción
Rana miopus mide unos 60 mm de largo. Su color varía de oliva a marrón. Su dorso tiene rayas oblicuas con varios patrones (y no solo tres, como lo sugiere su nombre en inglés Three-Striped Frog).

## Publicación original
- Boulenger, 1918 : Description of a new frog (Rana miopus) from Siam. Journal of the Natural History Society of Siam, vol. 3, p. 11-12[4]